# Объединённый штаб группировок палестинского сопротивления
Объединённый операционный зал Палестины (араб. غرقة العمليات المزترتة‎), также известный под своим полным названием, Объединённый зал для группировок палестинского сопротивления (араб. الغرقة الماترتة اللائل الملاومة الللسطينية‎), представляет собой объединённый военный операционный зал, который включает в себя военное вооружение палестинских вооружённых группировок в секторе Газа, включая исламистские и левые группировки.

## История
Впервые он был сформирован в 2006 году с целью объединения усилий против Армии обороны Израиля во время столкновений и войн и включал в себя ХАМАС и Движение Исламского джихада, но канул в лету. Затем он был разработан, расширен и был сформирован под своим нынешним названием 23 июля 2018 года среди 12 военных подразделений после нарушений со стороны Израиля в Иерусалиме и мечети Аль-Акса, наиболее заметным из которых стала установка электронных ворот. В настоящее время он состоит из 12 различных вооружённых групп и координировал большое количество нападений на Израиль, включая теракты 7 октября, а также координировал оборону и ответные действия против израильской агрессии. Айман Нофаль в мае 2023 года объяснил цели и организацию этого центра, которые, по его словам, заключались в создании межорганизационного альянса для координации операций и повышении потенциала «Палестинского сопротивления», а также в том, чтобы оно «стало всеобъемлющей основой для всех организаций, сетей и боевиков без исключения». Он также привёл список из 9 фракций из 12, которые, по его словам, были «полностью объединены в рамках этого зала».